# Phrurolithus similis
Phrurolithus similis is een spinnensoort uit de familie van de Phrurolithidae.
De wetenschappelijke naam van de soort werd in 1895 gepubliceerd door Nathan Banks.